# Marc-Vivien Foé
Marc-Vivien Foé (1 de maig del 1975, Nkolo, Camerun - 26 de juny del 2003 a Lió, França) va ser un futbolista camerunès dels anys 90 que jugava de migcampista.
Iniciat al futbol professional al Canon Yaoundé del seu país. Participà en el Copa del Món de Futbol de 1994 i ràpidament fou traspassat al futbol francès, fitxant pel RC Lens (1995) amb qui guanyà la lliga francesa l'any 1998. Quan estava a punt de fitxar pel Manchester United FC una greu fractura a la cama trencà l'acord. Aquest motiu li impedí també participar en el Mundial de 1998. L'any següent, però, un cop recuperat fou traspassat al West Ham United de la Premiere anglesa. L'any 2000 tornà a França a jugar amb l'Olympique de Lió. Aquell any patí un atac de malària de la qual es recuperà satisfactòriament. Guanyà la Copa de la Lliga francesa el 2001 i la lliga francesa de futbol el 2002. El 2002 retornà a la Premier al Manchester City on va fer una gran temporada. Fou l'autor del darrer gol a l'estadi Maine Road.
Pel que fa a la selecció, va disputar un total de 64 partits repartits en deu anys, del 1993 al 2003. El seu darrer partit fou precisament amb la selecció del Camerun el dia 26 de juny de 2003 en un partit de la Copa Confederacions de la FIFA que els enfrontava a Colòmbia. Al minut 72 de partit, Foé va sofrir una aturada cardíaca i va caure inconscient al terreny de joc, morint poc després. La mort del jugador causà una gran commoció, no només al seu país i al seu club, sinó al món del futbol en general.

## Galeria

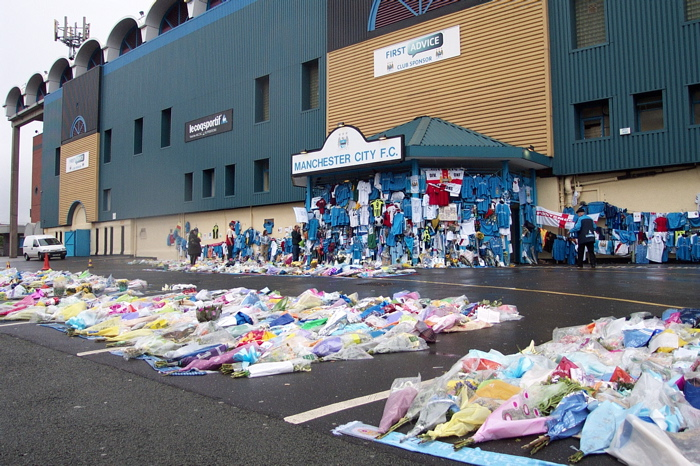
Tributs davant les portes de Maine Road.
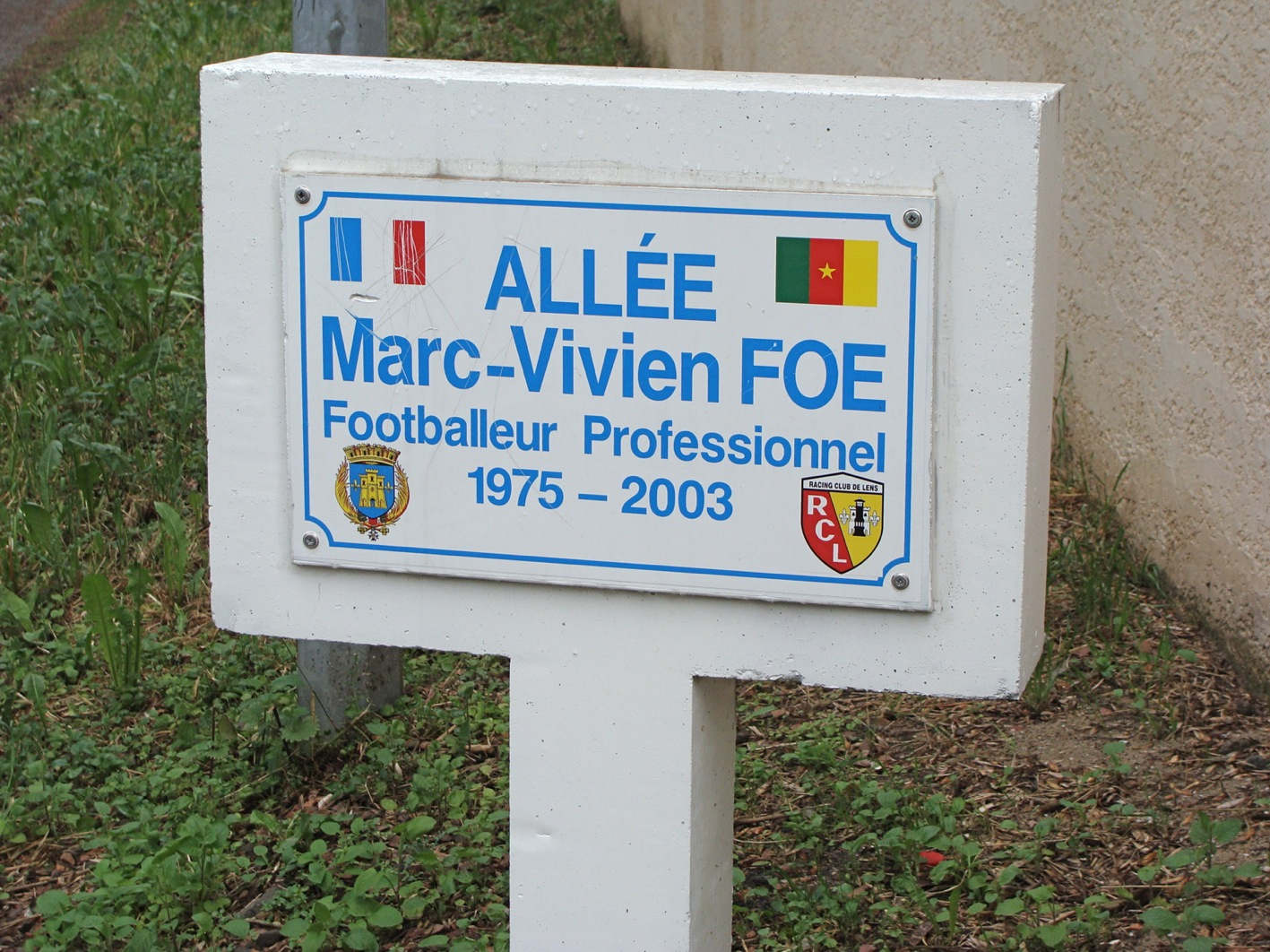
Carrer Marc-Vivien a Lens.
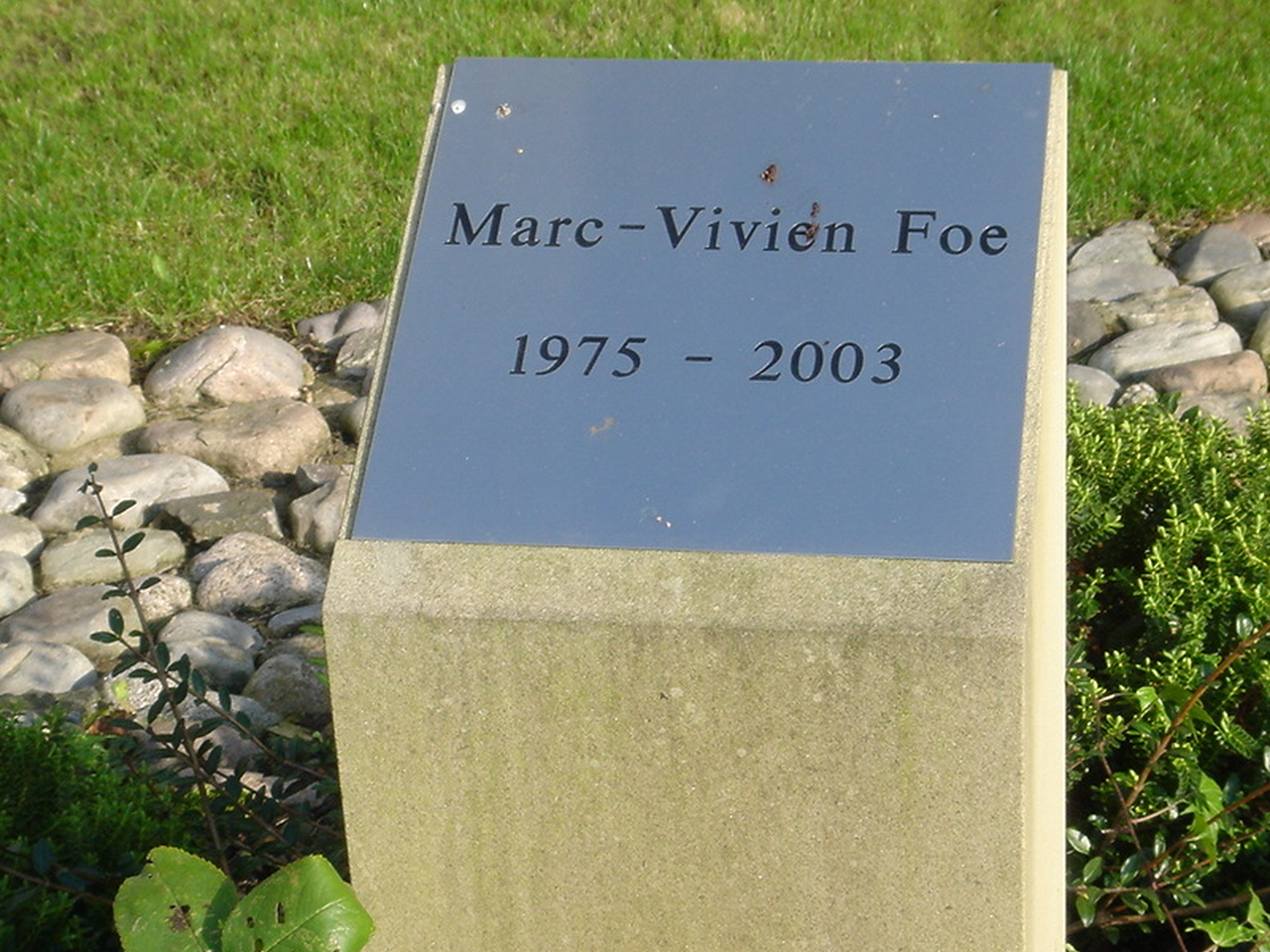
Tribut al City of Manchester Stadium.